# Nicarao
Nicarao o Macuilmiquiztli (del náhuatl: Makwilmikistli ‘cinco muerte’‘ makwilli, cinco; mikistli, muerte’) era un rey de los nicaraos, un subgrupo de los pipiles que habitó el occidente de Nicaragua y el noroeste de Costa Rica, la tierra que llamaron Nicānāhuac, que significa "aquí se encuentra Anahuac" o "aquí rodeado de agua" en náhuatl. Investigaciones realizadas por historiadores en 2002, descubrieron que su verdadero nombre era Macuilmiquiztli, que significa "Cinco Muertes" en lengua náhuatl. Macuilmiquiztli gobernó los Nicaraos desde su capital Kwawkapolkan, que significa lugar de las bellotas o capulines del bosque en el náhuat. El ubicación era donde hoy es el Departamento de Rivas en el suroeste de Nicaragua. Fue el monarca más poderoso de la región del Pacífico de Nicaragua al momento de la llegada de la expedición de conquista al mando del capitán y explorador español Gil González Dávila, en 1522.

## Cacicazgo
Los dominios bajo su reino se extendían desde el istmo de Rivas (Nicaragua) junto al Gran Lago de Nicaragua hasta la actual Peñas Blancas (Costa Rica). Su poblado principal era Nicaraocallí, que algunos investigadores llaman Nequecheri y lo sitúan cerca del actual puerto lacustre de San Jorge en el Departamento de Rivas.

## Expedición de Gil González
En 1522, Gil González Dávila parte de Panamá con 100 hombres, iniciando la primera incursión al territorio de las actuales Nicaragua y Costa Rica.
Andrés de Cereceda, tesorero real de la expedición, anotó en su relación los nombres de los reyes de los pueblos donde recogían oro. En el golfo de Nicoya (norte de Costa Rica) encontraron el primer pueblo más numeroso de los visitados hasta el momento, el cual era gobernado por el rey Chorotega. A partir de entonces las referencias lingüísticas se harán sobre la base de este monarca, usando su nombre como epónimo para englobar a un conjunto de pueblos en un mismo orden lingüístico y cultural: a pesar de la separación física 
entre unos y otros.
Más al norte encontraron otro pueblo más numeroso y aguerrido, en los dominios del rey Niqueragua. El oro conseguido (18,500 pesos, pero bajísimo) y la entrevista mantenida con este monarca supuso una de las grandes experiencias para el conquistador español. Tanto que a partir de entonces las crónicas hablarán no sólo de la lengua náhuatl, sino también de la tierra de Niqueragua o Nicaragua. Los españoles terminaron adjudicándole ese nombre a la nueva provincia conquistada.
Es realmente poco lo que a ciencia cierta se sabe de Nicaragua, la mayor parte de lo cual se ha formado y ha llegado hasta la actualidad gracias a la tradición popular. 
Su figura, tal a como se conoce comúnmente, es recordada por el gesto amistoso que mostró ante Gil González Dávila en 1523, al mando de los primeros conquistadores españoles que entrando por el sur. Se encontró con el rey y su pueblo a orillas del Lago Cocibolca (La Mar Dulce) y fue bien recibido por él. Tuvieron un breve intercambio cultural (los indígenas les mostraban a los españoles sus creencias religiosas, costumbres y conocimiento de la región) y permitiendo que muchos de sus súbditos acogieran el bautismo y con ello el Cristianismo. Niqueragua mismo, supuestamente recibió la propuesta de parte de los conquistadores de someterse al rey de España y convertirse al Catolicismo. 
Luego de este encuentro, otro rey indígena llamado Diriangén -de los dirianes, en constantes luchas con los nicaraos -vino a ver a los españoles. Al principio los trató con cautela y luego los atacó, obligándolos a que ellos se retiraran

## Diálogo de Niqueragua con Gil González
Es posible conocer elementos de la cultura de los nicaraos o niquiranos de la época del contacto. 
El diálogo de Niqueragua y el conquistador González, por medio de lenguas o traductores, fue recogido por Pedro Mártir de Anglería, Cronista de Indias, de origen italiano, en su obra De Novo Orbe Decadas (Décadas del Nuevo Mundo), en 1524.
Pedro Mártir de Anglería tomó la información de las cartas del mismo conquistador Gil González Dávila, así como del testimonio de su cuestor o tesorero real, Andrés de Cereceda, uno de cinco testigos de ese diálogo. En el diálogo se expresa la cosmovisión y pensamiento de los nicaraos.
Según el cronista, entre otras cosas, Niqueragua preguntó a González:
¿Ha escuchado hablar de un gran diluvio que acabó con la humanidad? ¿Volverá Dios a naufragar la tierra?
¿Qué sucede después de la muerte?
¿Cómo se mueven el Sol, la Luna y las Estrellas? ¿A qué distancia se encuentran? ¿Cuándo dejarán de brillar?
Macuilmiquiztli, aparentemente sin comprender la amenaza, inicialmente dio la bienvenida a los españoles y sus traductores Tlaxcaltecas, pero le hizo la guerra contra los invasores. Los guerreros Nicarao obligaron a los españoles a retirarse a Panamá. La razón por la cual Macuilmiquiztli se volvió hostil hacia los españoles sigue siendo un misterio.

## Polémica sobre la figura de Niqueragua o Nicarao
La realidad histórica sobre la figura de Nicarao, se ha visto profundamente cuestionada por algunos historiadores en los últimos años. Hay quienes, como el escritor e investigador Fernando Silva Espinoza (miembro de número de la Academia Nicaragüense de la Lengua) argumentan que tal verdad histórica jamás ha existido, considera que la figura de Nicarao, no es más que una construcción ficticia (quizá por equivocaciones de los cronistas, o bien por un error de copia, del diplomático norteamericano y estudioso del patrimonio histórico, Ephraim George Squier), sobre la personalidad histórica de quien han nombrado como Nicarao, cuyo nombre verdadero era Macuilmiquiztli, que se traduce como Cinco muertes, en la lengua náhuatl usada como lengua franca en la región, como el nombre real del monarca amerindio, que sale al encuentro de los españoles, a orillas del Gran Lago.
Pero a pesar de tales alegatos no hay conclusión sólida para ser descartada tal.